# دائرة سامبال لوك سابها الإنتخابية
دائرة سامبال لوك سابها الإنتخابية (بالإنجليزية: Sambhal Lok Sabha constituency): هي واحدة من لوك سابها الثمانين (البرلمانية) في ولاية أتر برديش الهندية.